# Combat de Maiduguri (décembre 2013)
Pour les articles homonymes, voir Combat de Maiduguri.
Insurrection de Boko Haram
Le combat de Maiduguri du 2 décembre 2013 a lieu lors de l'insurrection de Boko Haram.

## Déroulement
Dans la nuit du 1er au 2 décembre 2013, vers trois heures du matin, plusieurs centaines de djihadistes de Boko Haram attaquent une base militaire des armées de l'air et de terre nigérianes, près de l'aéroport de Maiduguri. Les assaillants incendient également des magasins et des stations service à l'intérieur de la ville, tandis qu'à l'extérieur, ils attaquent des barrages militaires. 
Dans un communiqué, le ministère de la Défense (en) affirme que 24 assaillants ont été tués et que « deux personnels de l'armée de l'air » sont blessés. Il évoque également « trois avions militaires déclassés ainsi que deux hélicoptères rendus inopérants ». 
Selon l'armée nigériane, les assaillants sont repoussés et refluent vers l'est. Quelques heures après l'attaque, les autorités nigérianes imposent un couvre-feu total de 24 heures à Maiduguri. La ville se retrouve alors coupée du monde. 
Le 12 décembre, l'attaque de Maiduguri est revendiquée par Abubakar Shekau, le chef de Boko Haram.